# ヨハネス・エルデウィン・ニーマン
ヨハネス・エルデウィン・ニーマン（Johannes Erdewin Niemann、1796年2月21日 - 1850年頃）は、江戸時代後期に活躍した長崎オランダ商館長である。

## 経歴・人物
首都アムステルダムの生まれ。渡英しロンドン、後に渡仏しパリで地理学を学ぶ。その後オランダ領東インド（現在のインドネシア）のスマトラ島及びバタヴィア（現在のジャカルタ）にてオランダ東インド会社の社員となる。
1830年（文政13年/天保元年）に江戸幕府の要請により来日した。5年後の1835年（天保5年）に第153代（平戸を含めると161代）長崎オランダ商館長に就任した。勤務中は渡辺崋山と親交を持ち、ヨーロッパの事情等を崋山と対談した。これによって崋山が受刑者となった蛮社の獄やこの事件がきっかけのモリソン号事件を幕府に伝える等事件解決の道を開いた。また、同時期に日本人女性と結婚し、一人の娘を授かった。
1839年（天保9年）に任期満了となり退任した。なお、友人の崋山が著した『鴃舌或問』にはニーマンの経歴、人柄等が詳細に記されている。